# Um Trem para as Estrelas
Um Trem para as Estrelas é um filme brasileiro de 1987, do gênero drama e dirigido por Carlos Diegues.

## Sinopse
O jovem saxofonista Vinícius passa por diversas experiências pelas ruas do Rio de Janeiro enquanto procura por sua namorada desaparecida, após uma noite de amor. Durante essa busca, ele vivencia, pela cidade, violência, miséria e injustiças, sempre envolvido pela música.

## Elenco
- Ana Beatriz Wiltgen (Nicinha)
- Beth Prado
- Betty Faria (Camila)
- Cazuza
- Cristina Lavigne (Santinha)
- Daniel Filho (Brito)
- Dinorah Brillanti
- Ezequiel Neves
- Fausto Fawcett
- Flávio São Thiago (Fotografo)
- Guilherme Fontes (Vinicius)
- Jorge Fino (Gigante)
- José Wilker (professor)
- Marcelo Madureira
- Marcos Palmeira (Jacaré)
- Milton Gonçalves (Freitas)
- Miriam Pires (sra. Oliveira)
- Otto Machado (Tio do Vinicius)
- Paula Lavigne
- Paulão
- Paulo Moska
- Roney Villela
- Ronnie Marruda
- Sandro Solviatti
- Tania Boscoli (Bel)
- Taumaturgo Ferreira (Sonho)
- Yolanda Cardoso (Tia de Santinha)
- Zé Trindade (Oliveira)

## Principais prêmios e indicações
O filme foi indicado à Palma de Ouro no Festival de Cannes e o candidato brasileiro para concorrer ao Oscar de 1987.